# La Légende de Bagger Vance
Pour plus de détails, voir Fiche technique et Distribution.
La Légende de Bagger Vance (The Legend of Bagger Vance) est un film américain réalisé par Robert Redford, sorti en 2000. Il est basé sur le livre du même nom de Steven Pressfield publié en 1995. Le film se déroule en Géorgie dans les années 1920-1930.

## Synopsis
Enfant prodige de Savannah, champion de golf aussi phénoménal que précoce, et fiancé de la ravissante et richissime Adèle Invergordon, Rannulph Junuh n'échappe pourtant pas à la conscription. Avec ses compagnons d'armes, il est envoyé sur le front européen du premier conflit mondial. Après plusieurs années de silence, tout le monde le croyant mort, Junuh rentre chez lui dans le plus parfait anonymat, hanté par le souvenir des atrocités qu'il a vécues en Europe.
La Grande Dépression n'ayant épargné personne, le père d'Adèle, John Invergordon, ruiné, se suicide, laissant une fille éplorée, criblée de dettes et un parcours de golf flambant neuf. Acculée par ses créanciers, Adèle trouve l'idée d'organiser un tournoi pour remplir les caisses et faire renaître Savannah de ses cendres. Elle propose aux deux grands champions que compte l'Amérique de venir s'affronter sur son green. Bobby Jones est le premier à accepter, ainsi que Walter Hagen. Il ne reste plus qu'à convaincre l'enfant chéri de la région à les rejoindre. Tous les espoirs de la ville reposent sur les frêles épaules du jeune Hardy Greaves, pour retrouver et convaincre Junuh de rejouer au golf. Une fois cela fait, en pleine nuit, venant de nulle part, débarque Bagger Vance, qui se propose contre cinq dollars et une paire de chaussures, de devenir le caddie de Junuh.

## Fiche technique
Sauf indication contraire, les informations mentionnées dans cette section peuvent être confirmées par les bases de données cinématographiques IMDb et Allociné,  présentes dans la section « Liens externes ».
- Titre original : The Legend of Bagger Vance
- Titre français : La Légende de Bagger Vance
- Réalisation : Robert Redford
- Scénario : Jeremy Leven, d'après le roman The Legend of Bagger Vance: A Novel of Golf and the Game of Life de Steven Pressfield
- Musique : Rachel Portman
- Direction artistique : Angelo P. Graham et W. Steven Graham
- Décors : Stuart Craig
- Costumes : Judianna Makovsky
- Photographie : Michael Ballhaus
- Son : Richard Hymns, Gary Rydstrom, Gary Summers
- Montage : Hank Corwin
- Production : Jake Eberts, Michael Nozik et Robert Redford
  - Production déléguée : Karen Tenkhoff
  - Coproduction : Chris Brigham et Joseph P. Reidy
- Sociétés de production :
  - États-Unis : Wildwood Enterprises, présenté par DreamWorks Pictures et Twentieth Century Fox
  - Royaume-Uni : Allied Filmmakers
  - Suisse : présenté par Epsilon Motion Pictures
- Sociétés de distribution : DreamWorks Distribution (États-Unis, Canada) ; Twentieth Century Fox (Royaume-Uni) ; UGC-Fox Distribution (France) ; Rialto Film AG (Suisse)
- Budget : 60 millions de $[1] ; 80 millions de $[2]
- Pays de production :  États-Unis[3],[N 1]
- Langue originale : anglais
- Format : couleur (Technicolor / DuArt) — 35 mm — 1,85:1 (Panavision) — son Dolby Digital EX / SDDS / DTS
- Genre : comédie dramatique, drame, fantastique, sport (golf)
- Durée : 126 minutes
- Dates de sortie[4] :
  - États-Unis, Québec : 3 novembre 2000[5],[N 2]
  - Royaume-Uni : 23 février 2001
  - Belgique : 4 avril 2001[6]
  - France : 11 avril 2001[7]
  - Suisse romande : 6 juin 2001[8]
- Classification[9] :
  - États-Unis : accord parental recommandé, film déconseillé aux moins de 13 ans (PG-13 - Parents Strongly Cautioned)[N 3]
  - Royaume-Uni : pour un public de 8 ans et plus - accord parental souhaitable (PG - Parental Guidance)
  - France : tous publics
  - Belgique : tous publics (Alle Leeftijden)[6]
  - Suisse romande : interdit aux moins de 10 ans[10]
  - Québec : tous publics (G - General Rating)[5]

## Distribution
- Will Smith (VF : Lucien Jean-Baptiste) : Bagger Vance
- Matt Damon (VF : Damien Boisseau) : Rannulph Junuh
- Charlize Theron (VF : Catherine Le Hénan) : Adele Invergordon
- Bruce McGill (VF : Philippe Catoire) : Walter Hagen
- Joel Gretsch (VF : Jérôme Rebbot) : Bobby Jones
- J. Michael Moncrief (VF : Elliot Weil) : Hardy Greaves, enfant
- Peter Gerety (VF : Michel Fortin) : Neskaloosa
- Michael O'Neill : O.B. Keeler
- Thomas Jay Ryan : Spee Hammond
- Harve Presnell : John Invergordon
- Jack Lemmon (VF : Jacques Richard) : le narrateur et Hardy Greaves âgé (non crédité)
- Lane Smith : Grantlance Rice

Source : Fiche sur Voxofilm

## Production

### Attribution des rôles
Initialement, Morgan Freeman et Robert Redford devaient tenir les rôles de Bagger Vance et Rannulph Junuh. Cependant, Robert Redford décide de les confier à des acteurs plus jeunes. Le rôle de Junuh est refusé par Brad Pitt.

### Tournage
Le tournage a lieu de septembre à décembre 1999. Il se déroule en Géorgie (île de Jekyll, Savannah), Caroline du Sud (île de Hilton-Head, Kiawah Island, Beaufort, Bluffton, Charleston).

## Accueil

### Accueil critique
Sur l’agrégateur de critiques Rotten Tomatoes, il obtient 43% d'avis favorables pour 130 critiques et une note moyenne de 5,3⁄10. Le consensus suivant résume les critiques compilées par le site : « Malgré les talents impliqués dans La Légende de Bagger Vance, les performances sont gênées par un scénario inadéquat plein de personnages plats et de mauvais dialogues. De plus, il ne se passe pas grand-chose et certains critiques sont offensés par la façon dont le film passe sous silence les problèmes de racisme ». Sur Metacritic, il obtient une note moyenne de 47⁄100 pour 35 critiques.
Sur le site AlloCiné, qui recense 22 critiques de presse, le film obtient la note moyenne de 2,8⁄5
.

### Box-office
| Pays ou région     | Box-office      | Date d'arrêt du box-office | Nombre de semaines |
| ------------------ | --------------- | -------------------------- | ------------------ |
| États-Unis, Canada | 30 919 168 $    | 1er février 2001           | 13                 |
| France             | 272 597 entrées | -                          | -                  |
| Total mondial      | 39 459 427 $    |                            |                    |

## Distinctions

### Récompenses
- Festival international du film de Shanghai 2001 : Coupe d'or de la meilleure technologie pour Michael Ballhaus
- Phoenix Film Critics Society Awards 2001 : meilleure musique originale pour Rachel Portman

### Nominations
- Academy of Science Fiction, Fantasy and Horror Films - Saturn Awards 2001 : meilleur acteur dans un second rôle pour Will Smith
- Blockbuster Entertainment Awards 2001 :
  - Actrice préférée dans un film de comédie / romance pour Charlize Theron
  - Acteur préféré dans un film de comédie / romance pour Will Smith
- Festival international du film de Shanghai 2001 : meilleur film pour Robert Redford
- Golden Trailer Awards 2001 : meilleure bande-annonce d'un film romantique
- Hollywood Makeup Artist and Hair Stylist Guild Awards 2001 : meilleurs maquillages d'époque dans un long métrage
- NAACP Image Awards 2001 : meilleur acteur dans un film pour Will Smith
- Satellite Awards 2001
  - Meilleure musique de film pour Rachel Portman
  - Meilleure photographie pour Michael Ballhaus
- World Soundtrack Awards 2001 : compositeur de la bande originale de l'année pour Rachel Portman
- Young Artist Awards 2001 : meilleur second rôle masculin dans un film (Jeune acteur) pour J. Michael Moncrief

## Éditions en vidéo
En France, le film La Légende de Bagger Vance est sorti en DVD le 5 décembre 2001. Par la suite, le film est ressorti en VOD le 1er octobre 2010.

## Autour du film
Ce film marque la dernière apparition de Jack Lemmon à l'écran avant son décès.